# Gózquez de Abajo
Gózquez de Abajo es una entidad de población española del municipio de San Martín de la Vega, perteneciente a la Comunidad de Madrid.

## Historia
Hacia mediados del siglo XIX, existía en el término del municipio de San Martín de la Vega una alquería conocida como Gózquez. Aparece descrita en el octavo volumen del Diccionario geográfico-estadístico-histórico de España y sus posesiones de Ultramar de Pascual Madoz con las siguientes palabras:

GOZQUEZ: alq. en la prov. de Madrid, part. jud. de Getafe, térm. de San Martin de la Vega y jurisd. del real patrimonio: está sit. entre los cerros de Buenavista y el Jarama á 1/2 leg. N. de San Martin; tiene una escelente casa de recreo con grandes bodegas, y otra para la labor. prod.: vino, trigo, y aceite; era perteneciente al monast. del Escorial, el que tenia en este punto un monge de administrador.
(Madoz, 1847, p. 455)

En 2024, la entidad singular de población de Gózquez de Abajo tenía empadronados 50 habitantes, todos ellos en diseminado.